# Черес (озеро)
Че́рес (бел. Чэ́рас) — озеро в Миорском районе Витебской области. Принадлежит бассейну Западной Двины.
Площадь поверхности озера 0,99 км², длина 3,29 км, наибольшая ширина 0,53 км. Наибольшая глубина озера Черес достигает 12,8 м. Длина береговой линии 7,74 км, площадь водосбора — 7 км², объём воды 6 млн м³.
Озеро расположено в 6 км к востоку от города Миоры. На юго-западном берегу озера находится агрогородок Черессы, помимо этого по берегам озера расположены ещё несколько небольших деревень — Новое Село, Литовчики, Захарни и Сушки.
Озеро имеет сильно вытянутую с юга на север форму. В южную оконечность озера впадает короткая протока из соседнего озера Грецкое, над которой переброшен мост местной дороги. Из северной оконечности озера Черес вытекает протока в небольшое озеро Силовское, из которого, в свою очередь, идёт сток в реку Мерица (приток Западной Двины).
Склоны котловины высотой 2-4 м, распаханные, местами под кустарником. Берега песчаные, встречаются валуны. Озеро зарастает до глубины 1,5 м. По берегам несколько источников.